# Parc Nacional de Dovre
El Parc Nacional de Dovre (en noruec: Dovre nasjonalpark) és un parc nacional de Noruega situat als comtats de Hedmark i d'Oppland, que es va establir el 2003. Dovre té una superfície de 289 km² i l'altitud varia de la línia d'arbres al voltant de 1.000 metres a 1.716 metres.
El parc es troba entre dos parcs més grans i més antics; el Rondane al sud-est i el Dovrefjell-Sunndalsfjella al nord. La seva inauguració va ser gràcies a la gran expansió del Parc Nacional de Rondane, quan aquest va ser ampliat i es van inaugurar àrees més petites de protecció de la natura.
Com els parcs de Dovrefjell-Sunndalsfjella i el Rondane, el Parc Nacional Dovre té una reserva de rens salvatges d'origen de Beríngia.